# Olgafrankita
L'olgafrankita és un mineral de la classe dels sulfurs que pertany al supergrup de la perovskita. Rep el nom en honor de la professora Olga Frank-Kamenetskaya, de la Universitat Estatal de Sant Petersburg (Rússia).

## Característiques
L'olgafrankita és un aliatge de fórmula química Ni₃Ge. Va ser aprovada com a espècie vàlida per l'Associació Mineralògica Internacional en el mes d’octubre de l'any 2024, i va ser publicada a la revista internacional American Mineralogist per Oleg S. Vereshchagin et al. en el mes de març de 2025 amb el títol «Olgafrankite, Ni₃Ge, a new mineral, the carrier of siderophile germanium in reduced systems». Cristal·litza en el sistema isomètric.
Segons la classificació de Nickel-Strunz pertany a «02.AB: Aliatges de Ni-metal·loides», juntament amb altres dues espècies: la maucherita i l'orcelita. Les mostres que van servir per a determinar l'espècie, el que es coneix com a material tipus, es troben conservades a les col·leccions del museu mineralògic de la Universitat Estatal de Sant Petersburg (Rússia), amb el número de catàleg: 1/20138, i a les col·leccions del Museu Mineralògic Fersmann, de l'Acadèmia de Ciències de Rússia, a Moscou (Rússia), amb el número de registre: 6156/1.

## Formació i jaciments
Va ser descoberta al massís de Dzheltul'skii, al districte de Taymyrsky Dolgano-Nenetsky (Krai de Krasnoiarsk, Rússia). Prèviament havia estat esmentat al meteorit Rumuruti, una condrita (prototip de les condrites de tipus R) caiguda a Kenia el 1934. Aquests dos indrets són els únics de tot el planeta on ha estat descrita aquesta espècie mineral.